# 卡嫩河谷 (英國國會選區)
卡嫩河谷（英語：Cynon Valley），英國國會一郡選區，位於威爾斯南部朗達卡農塔夫郡級自治市東北部。始設於1983年。
本區一直支持工黨（首位議員兼具合作黨黨籍）。2010年大選中，安·克盧伊德以52.5%選票勝出該區四度連任。